# 밀양 교동 손씨고가
밀양 교동 손씨고가(密陽 校洞 孫氏古家)는 대한민국 경상남도 밀양시 교동에 있는, 1900년대 초에 지은 밀양 손씨 종가이다. 1986년 8월 6일 경상남도의 문화재자료 제161호로 지정되었다.

## 개요
1900년대 초에 지은 밀양 손씨 종가이다.
일명 만석꾼 집으로 알려져 있는 교동 손씨 고가는 99칸 규모로 안채, 사랑채, 중문간채, 아래층, 사당채, 대문간채, 중문간채, 중사랑채 등으로 구성되어 있다. 건물 수도 많고, 배치 형태도 마당을 중심으로 안채와 사랑채 등 내외 생활공간을 분명하게 구분해 놓은 집이다.

## 참고 문헌
- 밀양 교동 손씨고가 - 국가유산청 국가유산포털